# Amastris obtegens
Amastris obtegens är en insektsart som beskrevs av Fabricius. Amastris obtegens ingår i släktet Amastris och familjen hornstritar. Inga underarter finns listade i Catalogue of Life.